# Al-Sharīshī
Aḥmad ibn ʿAbd al-Muʿmin (en arabe : أحمد بن عبد المنعم), dit Al-Sharīshī ou El-Charichi (en arabe : الشريشي) est un auteur d'Al-Andalus né à Jerez de la Frontera en 1161 ou 1181 et mort dans la même ville en 1222,.
Al-Sharīshī a écrit trois commentaires de longueur et de complexité croissante des Maqāmāt d'al-Hariri si réputés en leur temps qu'ils faisaient partie du corpus connu par tous les érudits andalous et qui lui valent encore d'apparaître comme l'un des meilleurs commentateurs d'al-Hariri. 
Al-Sharīshī était également poète.

## Œuvre
- Explication des Séances d'al-Hariri (en arabe : شرح المقامات الحريرية, Sharḥ al-Maqāmāt al-Ḥarīriyyaẗ?). Plusieurs éditions parmi lesquelles celle en 4 volumes de Muḥammad ʿAbd al-Munʿim H̱afāǧī, Le Caire, 1952-1953 (SUDOC 054089468).

### Documentation
- (ar) ʿUmar Farrūẖ (ar), « الشريشي », dans Tārīh̲ al-adab al-ʿarābī (en arabe : تاريخ الأدب العربي?), vol. 1, Beyrouth, Dār al-ʿilm li-l-malāyyīn (ar),‎ 1982.
- (ar) Aḥmad Nattūf (en arabe : أحمد نتوف?), « الشريشي (أحمد بن عبد المؤمن-) », dans Arab Encyclopedia (ar), vol. XI (lire en ligne), p. 686.